# Viljormur Davidsen
Viljormur Davidsen (født 19. juli 1991) er en færøsk fodboldspiller, der er spiller for Havnar Bóltfelag.
Davidsen er forsvarsspiller og kan dække flere positioner. Han spiller dog oftest på venstre back.

## Karriere

### OB og FC Fyn
Viljormur Davidsen flyttede til Danmark og Odense som 15-årig, for at forfølge muligheden for at blive professionel fodboldspiller. Han spillede ungdomsfodbold i OB, indtil han som seniorspiller i sommeren 2010 blev udlejet til FC Fyn, hvor han spillede i to sæsoner. 

### Færøerne, Norge og Fredericia
Kort efter han var med til at sikre FC Fyn oprykning til 1. division i sommeren 2012, spillede han et par måneder i hjemlandets NSÍ. I foråret 2013 var han i FC Fredericia, men Davidsen havde også et kort ophold i norske FK Jerv kort inden i efteråret 2012. 

### Vejle Boldklub
I august 2013 skrev han under på en halvårig kontrakt med Vejle Boldklub. Inden Viljormur Davidsen skrev kontrakt med Vejle Boldklub, havde han været igennem en kort prøvetræning i klubben. 
Davidsen havde få måneder forinden desuden fået debut på Færøernes A-landshold i en kvalifikationskamp til VM i 2014. Den første kontrakt med VB var på seks måneder, men er senere blevet forlænget i et par omgange, således at Viljormur Davidsen er bundet til klubben frem til 30. juni 2018.
Han debuterede for klubben i udekampen mod AB den 11. august 2013. Her kom Viljormur Davidsen ind i stedet for Daniel Norouzi på venstre back kort før pausen. De to spillere, der begge kom til Vejle Boldklub i sommeren 2013, duellerede hårdt om pladsen på backen i de følgende tre sæsoner. 
Viljormur scorede i efteråret 2014 flere vigtige mål for klubben. Blandt andet i udekampen mod FC Fredericia i oktober, hvor han efter få minutter scorede til 1-0 på en halvflugter i sejren på 3-1 der sendte VB op over nedrykningsstregen efter nederlaget til FC Roskilde runden forinden.
Sæsonen 2015-16 blev spoleret af flere småskader for Davidsen, der kun nåede 14 kampe i sæsonen fordelt med syv i efteråret og syv i foråret. Færingen kunne dog juble over at fejre sin kamp nummer 50 for VB den 22. april 2015.
Davidsen "overlevede" den massive udrensning i Vejle Boldklub forud for 2016/2017-sæsonen, hvor den nye ejer Andrei Zolotko nærmest købte et helt nyt hold ind til den jyske traditionsklub. 
I sommeren 2016 blev Viljormur Davidsen udnævnt til klubbens viceanfører af den nye cheftræner Andreas Alm, et hverv den efterfølgende træner, Adolfo Sormani, dog tog fra ham igen. Davidsen fortsatte dog som fast mand på venstre back under den nye træner.

## International karriere
Davidsen har repræsenteret Færøerne både på ungdomsplan og på A-landsholdet.
Han fik sin A-landsholdsdebut d. 11. juni 2013 mod Sverige, da landstræner Lars Olsen gav ham 90 minutter på venstre back mod Sverige. Siden da har han mere eller mindre været fast mand på venstre back for sit land i både kvalifikationen til VM og EM. 
Det har givet ham direkte dueller mod store verdensstjerne som eksempelvis Thomas Müller, Mesut Özil og Cristiano Ronaldo i kampe mod Tyskland og Portugal. Han spillede ligeledes hele kampen, da Færøerne på imponerende vis slog de tidligere europamestre fra Grækenland med 1-0 på udebane i november 2014. Han scorede sit første landsholdsmål den 26. marts i 4-1 nederlag mod Rumænien i EM-kvalifikationskamp.